# Bergande

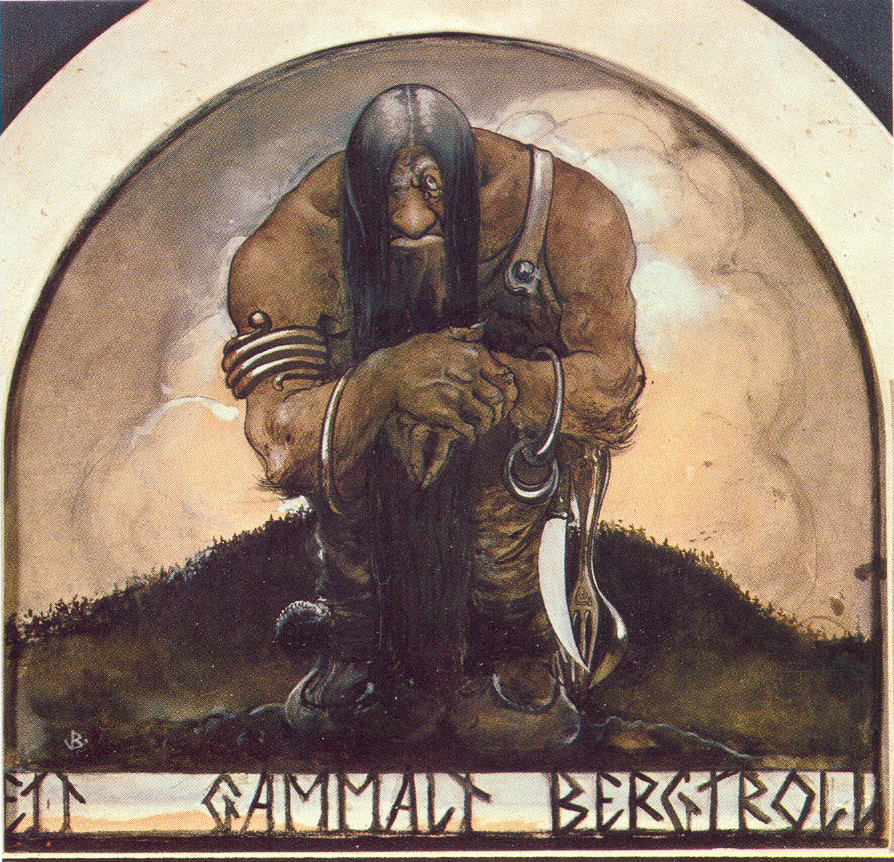
Bergtroll av John Bauer

En bergande är ett övernaturligt väsen som bor på eller i ett berg. Bergandarna räknas ibland till kategorin jordandar eller gnomer.
Till de nordiska bergandarna hör bergsrån, gruvrån, bergtroll och åtskilliga dvärgar. Enligt tysk folktro håller berganden Rübezahl till i Riesengebirge.
Gruvarbetare i hela norra Europa trodde länge på existensen av bergandar. De föreställde sig till exempel att en gammal, grå, liten dvärg retade dem på olika sätt för att de tog ifrån honom hans skatter. Men det fanns också goda bergandar som fattade tycke för enskilda människor, visade guldådror för dem, främjade deras arbete etc.
Redan Georgius Agricola (1494-1555), känd som mineralogins fader, betonade att närvaron av bergandar bekräftas av erfarenheten. I sitt verk De animantibus subterraneis (Om varelser som lever under jorden) sätter han in bergandarna i ett naturvetenskapligt sammanhang.